# Michelle Paver
Michelle Paver, född 7 september 1960 i Malawi, är en brittisk författare som är mest känd för sin bokserie Han som föddes att möta mörkret. Boken Vålnadernas berg i serien har belönats med The Guardians barnbokspris.
Paver växte upp i London och studerade vid Oxfords universitet. Hon arbetade som advokat i flera år innan hon blev författare på heltid.